# Knut II. (Schweden)
Knut II., Knut Holmgersson Långe till Sko († um 1234), war von 1229 bis 1234 König von Schweden.
Man weiß sehr wenig über ihn. Seine Lebensdaten sind nicht bekannt. Man weiß auch nicht, ob er gekrönt worden ist.
Knuts Vater hieß wahrscheinlich Holmger und war ein Vetter Knut Erikssons. Als der unmündige sechsjährige Erik XI. im Jahr 1222 zum König gewählt wurde, gehörte Knut zu den Ratsmitgliedern, die Schweden an dessen Stelle leiteten. 1229 verbündete sich Knut mit dem Geschlecht der Folkunger, was zur Schlacht bei Olustra (Ostra, ein Ort in Södermanland am Südufer des Mälar-Sees?) und zur Absetzung des nun dreizehnjährigen Königs Erik führte. Danach war Knut bis zu seinem Tod 1234 König.
Er ließ Münzen in eigenem Namen schlagen. Er ernannte den Sohn Karl döves Ulv fasi zum Jarl. Dieser hatte ebenfalls ein eigenes Münzrecht.
Aus seiner Ehe (vermutlich mit Helena Pedersdotter Strange, einer Enkelin von Esbern Snare aus der mächtigen dänischen Hvide-Familie) gingen die Söhne Holmger und Filipp hervor, die später von Birger Jarl hingerichtet wurden.